# Evropské rekordy v atletice – dráha – ženy
Seznam evropských rekordů atletek podle atletických disciplín:
| Disciplína                                     | Atletka                                                                | Výkon             | Stát               | Místo          | Datum rekordu |
| ---------------------------------------------- | ---------------------------------------------------------------------- | ----------------- | ------------------ | -------------- | ------------- |
| Běh na 100 metrů                               | Christine Arronová                                                     | 10,73 s           | Francie            | Budapešť       | 19. 8. 1998   |
| Běh na 200 metrů                               | Dafne Schippersová                                                     | 21,63 s           | Nizozemsko         | Peking         | 28. 8. 2015   |
| Běh na 400 metrů                               | Marita Kochová                                                         | 47,60 s - WR      | Východní Německo   | Canberra       | 6. 10. 1985   |
| Běh na 800 metrů                               | Jarmila Kratochvílová                                                  | 1:53,28 min. - WR | Československo     | Mnichov        | 26. 7. 1983   |
| Běh na 1000 metrů                              | Světlana Mastěrkovová                                                  | 2:28,98 min. - WR | Rusko              | Brusel         | 23. 8. 1996   |
| Běh na 1500 metrů                              | Sifan Hassanová                                                        | 3:51,95 min.      | Nizozemsko         | Dauhá          | 5. 10. 2019   |
| Běh na 1 míli                                  | Sifan Hassanová                                                        | 4:12,33 min. - WR | Nizozemsko         | Monaco-Ville   | 12. 7. 2019   |
| Běh na 2000 metrů                              | Sonia O'Sullivanová                                                    | 5:25,36 min. - WR | Irsko              | Edinburgh      | 8. 7. 1994    |
| Běh na 3000 metrů                              | Sifan Hassanová                                                        | 8:18,49 min.      | Nizozemsko         | Palo Alto      | 30. 6. 2019   |
| Běh na 5000 metrů                              | Sifan Hassanová                                                        | 14:22,12 min.     | Nizozemsko         | Rabat          | 21. 7. 2019   |
| Běh na 10 000 metrů                            | Sifan Hassanová                                                        | 29:06,82 min.     | Nizozemsko         | Hengelo        | 6. 6. 2021    |
| 20 000 m                                       | Rosa Motaová                                                           | 1:06:55,5 hod.    | Portugalsko        | Lisabon        | 14. 5. 1983   |
| 30 000 m                                       | Karolína Szabóová                                                      | 1:47:05,6 hod.    | Maďarsko           | Budapešť       | 22. 4. 1988   |
| Hodinovka                                      | Silvana Cruciatová                                                     | 18 084 m          | Itálie             | Řím            | 4. 5. 1981    |
| Půlmaraton                                     | Sifan Hassanová                                                        | 1:05,15 hod.      | Nizozemsko         | Udine          | 16. 9. 2018   |
| Maratonský běh                                 | Paula Radcliffová                                                      | 2:15,25 hod.      | Spojené království | Londýn         | 13. 4. 2003   |
| Běh na 100 metrů překážek                      | Jordanka Donkovová                                                     | 12,21 s           | Bulharsko          | Stara Zagora   | 20. 8. 1988   |
| Běh na 400 metrů překážek                      | Julija Pečonkinová                                                     | 52,34 s           | Rusko              | Tula           | 8. 8. 2003    |
| Běh na 3000 metrů překážek                     | Gulnara Samitovová                                                     | 8:58,81 min.      | Rusko              | Peking         | 17. 8. 2008   |
| Skok do výšky                                  | Stefka Kostadinovová                                                   | 209 cm - WR       | Bulharsko          | Řím            | 30. 8. 1987   |
| Skok o tyči                                    | Jelena Isinbajevová                                                    | 506 cm - WR       | Rusko              | Curych         | 28. 8. 2009   |
| Skok daleký                                    | Galina Čisťakovová                                                     | 752 cm - WR       | Sovětský svaz      | Leningrad      | 11. 6. 1988   |
| Trojskok                                       | Inessa Kravecová                                                       | 15,50 m           | Ukrajina           | Göteborg       | 10. 8. 1995   |
| Vrh koulí                                      | Natalja Lisovská                                                       | 22,63 m - WR      | Sovětský svaz      | Moskva         | 7. 6. 1987    |
| Hod diskem                                     | Gabriele Reinschová                                                    | 76,80 m - WR      | Německo            | Neubrandenburg | 9. 7. 1988    |
| Hod kladivem                                   | Anita Włodarczyková                                                    | 82,98 m - WR      | Polsko             | Varšava        | 29. 8. 2016   |
| Hod oštěpem                                    | Barbora Špotáková                                                      | 72,28 m - WR      | Česko              | Stuttgart      | 13. 9. 2008   |
| Sedmiboj                                       | Carolina Klüftová                                                      | 7032 bodů         | Švédsko            | Ósaka          | 26. 8. 2007   |
| Chůze na 20 km                                 | Jelena Lašmanovová                                                     | 1:25,02 hod.      | Rusko              | Londýn         | 11. 8. 2012   |
| Běh na 4 × 100 metrů                           | Silke Gladischová Sabine Riegerová Ingrid Auerswaldová Marlies Göhrová | 41,37 s           | Východní Německo   | Canberra       | 6. 10. 1985   |
| Běh na 4 × 400 metrů                           | Taťjana Ledovská Olga Nazarovová Maria Piniginová Olga Bryzginová      | 3:15,17 min. - WR | Sovětský svaz      | Soul           | 1. 10. 1988   |
| Zdroj - Evropské rekordy na European-Athletics |                                                                        |                   |                    |                |               |